# Aalborg Birk
Aalborg Birk var en retskreds, der bestod af Aalborg Budolfi Landsogn.
Sognet er senere blevet delt i flere sogne – herunder Hasseris Sogn i Hornum Herred og Ansgars Sogn i Fleskum Herred.
I 1899 blev Sophus Frederik Ferdinand Ahlefeldt-Laurvig birkedommer i Aalborg Birk og herredsfoged i Fleskum Herred.
Aalborg Birk blev nedlagt ved den store retsreform i 1919.